# Стоктон (Айова)
Стоктон (англ. Stockton) — місто (англ. city) в США, в окрузі Маскетін штату Айова. Населення — 176 осіб (2020).

## Географія
Стоктон розташований за координатами 41°35′27″ пн. ш. 90°51′23″ зх. д. / 41.59083° пн. ш. 90.85639° зх. д. (41.590828, -90.856428).  За даними Бюро перепису населення США в 2010 році місто мало площу 0,28 км², уся площа — суходіл.

## Демографія
Згідно з переписом 2010 року, у місті мешкало 197 осіб у 73 домогосподарствах у складі 52 родин. Густота населення становила 700 осіб/км².  Було 76 помешкань (270/км²).
Расовий склад населення:
| - 92,9 % — білих - 1,5 % — чорних або афроамериканців - 0,5 % — корінних американців |

До двох чи більше рас належало 4,6 %. Частка іспаномовних становила 0,5 % від усіх жителів.
За віковим діапазоном населення розподілялося таким чином: 29,4 % — особи молодші 18 років, 62,0 % — особи у віці 18—64 років, 8,6 % — особи у віці 65 років та старші. Медіана віку мешканця становила 36,3 року. На 100 осіб жіночої статі у місті припадало 101,0 чоловіків;  на 100 жінок у віці від 18 років та старших — 104,4 чоловіків також старших 18 років.
Середній дохід на одне домашнє господарство  становив 53 751 долар США (медіана — 52 500), а середній дохід на одну сім'ю — 55 742 долари (медіана — 53 125). За межею бідності перебувало 14,4 % осіб, у тому числі 14,3 % дітей у віці до 18 років та 0,0 % осіб у віці 65 років та старших.
Цивільне працевлаштоване населення становило 87 осіб. Основні галузі зайнятості: виробництво — 24,1 %, освіта, охорона здоров'я та соціальна допомога — 12,6 %, науковці, спеціалісти, менеджери — 10,3 %, мистецтво, розваги та відпочинок — 9,2 %.